# Robert Houston (Schauspieler)
Robert Houston (* 30. November 1955 in Kalifornien; gelegentlich auch Bobby Houston) ist ein US-amerikanischer Filmschauspieler, Filmregisseur und Dokumentarfilmer.

## Leben
Robert Houston studierte in Harvard. Seinen ersten Auftritt hatte er als Bobby im Film Hügel der blutigen Augen. Die Rolle durfte er in der Fortsetzung Im Todestal der Wölfe erneut spielen. 1980 drehte er sein Regiedebüt Shogun Assassin, ein Remake von Okami – Am Totenfluss (1972). Zur damaligen Zeit relativ unterbewertet und in Deutschland indiziert, gelangte der Film in die Hip-Hop-Kultur, wo er vor allem vom Wu-Tang Clan eingesetzt wurde.
Es folgten die Komödien Schweinebande! (1984) und Trust Me (1989) sowie der Actionthriller Jail Force. Nach einigen Arbeiten für den Playboy begann er nach dem Tod seines Partners an AIDS als Dokumentarfilmer zu arbeiten. Sein erster Dokumentarfilm Rock the Boat hatte die Immunschwächeerkrankung zum Thema. Der Film lief sehr erfolgreich auf HBO. Bei diesem arbeitete er auch wie bei den folgenden Dokumentarfilmen mit Robert Hudson zusammen.
Houston erhielt einen Emmy für den Dokumentarfilm Mighty Times: The Legacy of Rosa Parks (2002) und einen Oscar für Mighty Times: The Children’s March (2004).

## Filmografie

### Als Regisseur
- 1980: Shogun Assassin
- 1984: Schweinebande! (Growing Pains)
- 1989: Trust Me
- 1991: Jail Force (Caged Fear)
- 1992: Playboy: Erotic Fantasies
- 1993: Playboy Video Playmate Calendar 1994
- 1998: Rock the Boat
- 2001: A Place at the Table
- 2002: Mighty Times: The Legacy of Rosa Parks
- 2002: Leonard Roy Harper (aus der Reihe America’s Most Wanted)
- 2004: Mighty Times: The Children’s March

### Als Drehbuchautor
- 1980: Shogun Assassin
- 1984: Schweinebande! (Growing Pains)
- 1986: Allein mit dem Mörder (A Killing Affair)
- 1989: Trust Me
- 1991: Jail Force (Caged Fear)

### Als Schauspieler
- 1977: Hügel der blutigen Augen (The Hills Have Eyes)
- 1979: A.G.R. – The Great American Girl Robbery
- 1979: 1941 – Wo bitte geht’s nach Hollywood (1941)
- 1984: Im Todestal der Wölfe (The Hills Have Eyes Part II)
- 1984: Schweinebande! (Growing Pains)